# Metrodorea flavida
Espèce
Metrodorea flavida est une espèce d'arbres de la famille des Rutaceae.